# Compagnons de fortune
Compagnons de fortune est une série de bande dessinée d'aventure de Franz. Publiée par Delcourt à partir de 2001, elle est interrompue dès l'année suivante, la laissant inachevée.

## Albums
- Delcourt, coll. « Conquistador » :

1. Juste une île, 2001.
2. Au milieu de nulle part, 2002.

### Documentation
- Philippe Audoin, « Ces pires rates que les corps serrent », BoDoï, no 43,‎ juillet 2001, p. 17.